# Sharon Oster
Sharon M. Oster (* 3. September 1948 in Bethpage, New York; † 10. Juni 2022 in New Haven, Connecticut) war eine US-amerikanische Wirtschaftswissenschaftlerin und Hochschullehrerin. Sie ist vor allem durch ihre Arbeiten zu Non-Profit-Organisationen bekannt.

## Werdegang, Forschung und Lehre
Oster studierte zwischen 1966 und 1970 Wirtschaftswissenschaft an der Hofstra University, an der sie als Bachelor of Arts graduierte. Anschließend ging sie an die Harvard University, dort schloss sie 1974 ihr Ph.D.-Studium ab. Als Assistant Professor wechselte sie in der Folge an die Yale University, wo sie 1979 zum Associate Professor aufstieg. 1982 wechselte sie an der Hochschule an die Yale School of Management, dort wurde sie 1983 zur ordentlichen Professorin berufen und erhielt als erste Frau in der Geschichte der Hochschule einen Tenure-Track. 1994 wechselte sie auf den Frederic-D.-Wolfe-Lehrstuhl. Zwischen 2008 und 2011 war sie Dekanin der wirtschaftswissenschaftlichen Fakultät.
Osters Schwerpunkte in Forschung und Lehre lagen in der Arbeitsökonomik, Marktregulierung und dem Strategischen Management. Hierbei fokussierte sie sich insbesondere auf Non-Profit-Organisationen, zudem wurde sie mehrfach in Gerichtsverfahren als Expertin zu Marktpraxen gehört. Das von ihr verfasste Einführungswerk in die Wirtschaftswissenschaft „Principles of Economics“ ist mittlerweile in über zehn Auflagen erschienen.
1988 erhielt Oster den seinerzeit erstmals vergebenen Yale School of Management Award for Excellence in Teaching, 2001 wurde sie mit dem Carolyn Shaw Bell Award der American Economic Association ausgezeichnet.
Oster war mit dem Ökonom Ray Fair verheiratet, ihre Tochter Emily Oster ist ebenfalls als Wirtschaftswissenschaftlerin und Hochschullehrerin tätig.